# Гаркавый, Михаил Федосеевич
Михаи́л Федосе́евич (Феодо́сьевич) Гарка́вый (1876 — не ранее 1907) — член II Государственной думы от Волынской губернии, крестьянин.

## Биография

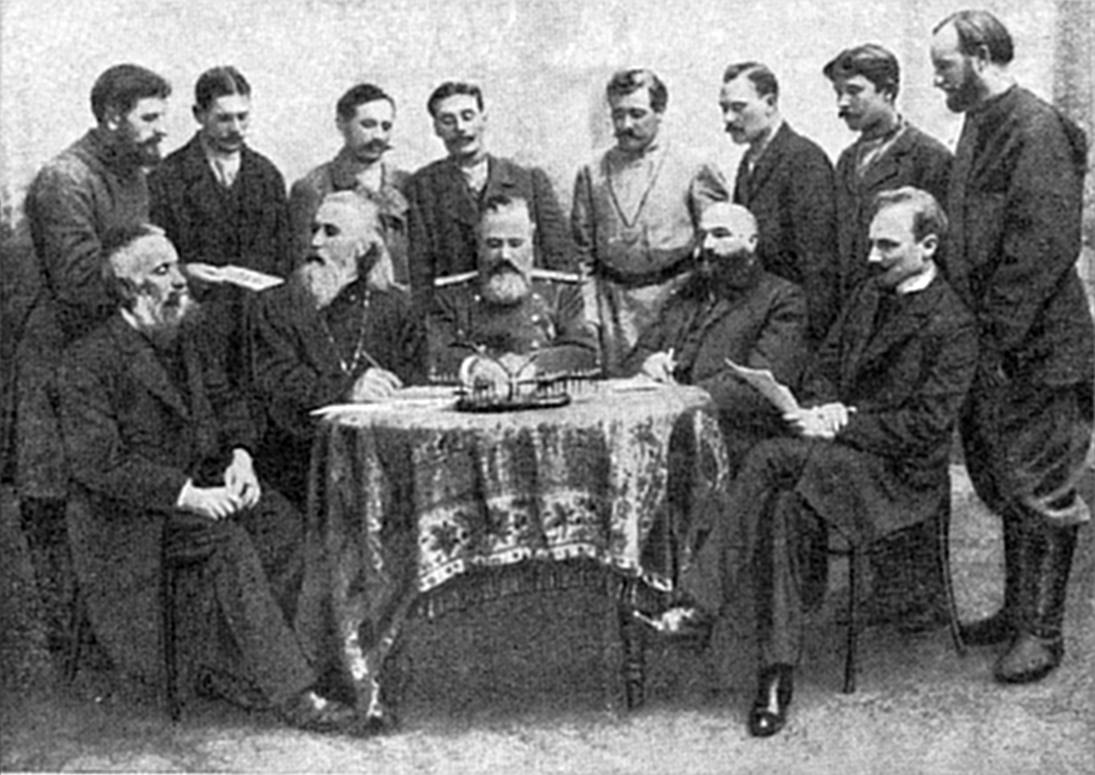
Члены 2-й Государственной думы от Волынской губернии. Сидят: И.Ф. Дрбоглав, Д.И. Герштанский, Г.Е. Рейн, Г.Н. Беляев, В.В. Шульгин; Стоят: П.С. Васюхник, Е.К. Бас, А.Ф. Коренчук, И.С. Ющук, В.С. Калишук, М.Ф. Гаркавый, М.А. Игнатюк, М.М. Никончук

Православный, крестьянин местечка Городница той же волости Новоград-Волынского уезда.
Окончил одноклассное народное училище. Занимался земледелием (4½ десятины надельной земли). Был уполномоченным городницкого отдела Союза русского народа.
6 февраля 1907 года был избран в члены II Государственной думы от Волынской губернии съездом уполномоченных от волостей. Входил в группу беспартийных. Состоял членом аграрной комиссии. Подписал заявление группы умеренных крестьян по аграрному вопросу.
После Третьеиюньского переворота подписал телеграмму на имя императора с благодарностью за роспуск Думы и изменение избирательного закона. Дальнейшая судьба неизвестна.